# یک روز معمولی
یک روز معمولی (انگلیسی: One Ordinary Day; کره‌ای: 어느 날; لاتین‌نویسی اصلاح‌شده: Eoneu Nal) یک مجموعهٔ تلویزیونی کره جنوبی با بازی کیم سو هیون و چا سونگ-وون است. این مجموعه بر پایهٔ مجموعه تلویزیونی بریتانیایی به نام عدالت کیفری است. این مجموعه در ۲۷ نوامبر ۲۰۲۱ از کوپانگ پلی در کره جنوبی پخش شد. همچنین در خارج از کره جنوبی، به‌طور انحصاری از طریق ویو برای استریم در دسترس است.

## بازیگران

### اصلی
- کیم سو هیون در نقش کیم هیون-سو[۸]

یک دانشجوی معمولی کالج که وقتی به‌طور غیرمنتظره‌ای مظنون یک پروندهٔ قتل می‌شود، زندگی‌اش از این رو به آن رو می‌شود.
- چا سونگ-وون در نقش شین جونگ-هان[۸]

یک وکیل که به سختی امتحان وکالت را گذراند و اکنون تنها کسی است که به کیم هیون-سو کمک می‌کند

## تولید
در ۵ ژانویه ۲۰۲۱، اعلام شد که استودیو ام، چوروکبم مدیا و گلد مدالیست قرار است به‌طور مشترک یک مجموعه تلویزیونی بر پایهٔ مجموعه جنایی بریتانیایی بی‌بی‌سی به نام عدالت کیفری تولید کنند. بی‌بی‌سی استودیوز در ۱۳ ژانویه این اثر اقتباسی را تأیید کرد. کیم سو هیون و چا سونگ-وون به عنوان بازیگران نقش اصلی در این مجموعه بازی کردند، کوان سو-هیون فیلمنامه‌نویسی این مجموعه و لی میونگ-وو کارگردانی این مجموعه را برعهده داشتند. فیلم‌برداری در نیمهٔ اول سال ۲۰۲۱ آغاز شد. یک روز معمولی اولین سریال اصلی کوپانگ پلی با حقوق پخش انحصاری در کره جنوبی است.